# 乔吉·弗里德里克斯
乔吉·弗里德里克斯（英語：Georgie Friedrichs，1995年4月14日—），澳大利亚女子橄榄球运动员。她曾代表澳大利亚七人制国家队参加2018年英联邦运动会七人制橄榄球比赛，获得一枚银牌。